# Paksi József (pártmunkás)
Paksi József (Tác, 1884. március 19. – Budapest, 1961. november 29.) pártmunkás, asztalos.

## Élete
Paksi János és Szabó Zsófia fiaként született, református vallású. Még segédként kapcsolódott be a munkásmozgalomba, az első világháború előtti években szervezte és vezette a famunkások és a szociáldemokrata párt újpesti szervezetét. Paksi hozta létre az első famunkás TSZ-t Újpesten, a kommün alatt pedig a helyi forradalmi törvényszék elnökeként működött, a bukást követően azonban elfogták és halálra ítélték. A szovjet–magyar fogolycsere-akció keretein belül a Szovjetunióba került, ahol Moszkvában, illetve Bakuban is vezető gazdasági beosztásban működött. 1958-ban tért vissza hazájába, ahol 1961-ben hunyt el.

## Emlékezete
Nevét 1963 és 1991 között utca viselte Újpesten (ma Perényi Zsigmond utca).